# NGC 5866
NGC 5866（因其形態扁長（地球在其側向），俗稱紡錘星系），是天龍座的一個S0-a型星系，距離地球4400萬光年。視直徑5.4角分，經測量其大小有6萬光年。NGC 5866於1781年由皮埃尔·梅尚與夏尔·梅西耶共同發現，於1788年由威廉·赫歇尔單獨發現。
有人认为這就是M102，但國際天文界並未有共識。

## 塵埃盤
NGC 5866最明顯的其中一個特點是它那幾乎側面在地球視線上沿著盤面擴展的塵埃盤。對於透鏡狀星系而言，出現該塵埃盤是相當不尋常的。在大部分透鏡狀星系中，塵埃盤一般只在星系核心附近找到，並且與星系核球的光分布曲線有關係。該塵埃盤可能有一個環狀的結構，雖然側面對著地球視線時難以觀測該結構。另一個可能是該星系實際上是螺旋星系，但因為它是側面面對地球而被錯誤分類為透鏡狀星系，如果是這樣的話，該塵埃盤的存在並非特別不尋常。

## 所屬星系群
NGC 5866是小規模星系群NGC 5866星系群中最明亮的星系之一，該星系也包含兩個螺旋星系NGC 5879和NGC 5907。該星系群可能是更大的M51星系群和M101星系群東北方邊緣巨大細長結構內的次星系群，不過一般都分為前述三個星系群。